# Matteo Ciampi
Matteo Ciampi (Roma, 3 de noviembre de 1996) es un deportista italiano que compite en natación, especialista en el estilo libre.
Ganó una medalla de bronce en el Campeonato Mundial de Natación en Piscina Corta de 2022, tres medallas de bronce en el Campeonato Europeo de Natación entre los años 2018 y 2022, y una medalla de plata en el Campeonato Europeo de Natación en Piscina Corta de 2021.
Participó en los Juegos Olímpicos de Tokio 2020, ocupando el quinto lugar en la prueba de 4 × 200 m libre.

## Palmarés internacional
| Campeonato Mundial en Piscina Corta | Campeonato Mundial en Piscina Corta | Campeonato Mundial en Piscina Corta | Campeonato Mundial en Piscina Corta |
| Año                                 | Lugar                               | Medalla                             | Prueba                              |
| ----------------------------------- | ----------------------------------- | ----------------------------------- | ----------------------------------- |
| 2022                                | Melbourne (Australia)               | Medalla de bronce                   | 4 × 200 m libre                     |
| Campeonato Europeo                  |                                     |                                     |                                     |
| Año                                 | Lugar                               | Medalla                             | Prueba                              |
| 2018                                | Glasgow (Reino Unido)               | Medalla de bronce                   | 4 × 200 m libre                     |
| 2021                                | Budapest (Hungría)                  | Medalla de bronce                   | 4 × 200 m libre                     |
| 2022                                | Roma (Italia)                       | Medalla de bronce                   | 4 × 200 m libre mixto               |
| Campeonato Europeo en Piscina Corta |                                     |                                     |                                     |
| Año                                 | Lugar                               | Medalla                             | Prueba                              |
| 2021                                | Kazán (Rusia)                       | Medalla de plata                    | 400 m libre                         |